# Museu Villa-Lobos
O Museu Villa-Lobos é um museu no Rio de Janeiro que se dedica a expor artefatos relacionados ao compositor Heitor Villa-Lobos.

## História
Em 1960, o museu foi fundado por Arminda Neves d'Almeida, segunda esposa de Heitor Villa-Lobos, que dirigiu o museu durante 24 anos. O edifício do século XIX que o abriga é tombado pelo Instituto do Patrimônio Histórico e Artístico Nacional. O museu ocasionalmente recebe concertos.
Em 2019, o museu digitalizou o acervo fotográfico que continha, em parceria com Instituto Brasileiro de Museus e Universidade Federal de Goiás.
Em 2020, lançou uma exposição virtual intitulada “Música Nativa Brasileira” contendo cinquenta fotografias e gravações de áudio de canções brasileiras, além de fotografias de músicos em gravações. Foi exibido no Google Arts & Culture, onde foram mostradas cartas entre Leopold Stokowski e Villa-Lobos, além de recortes de jornais. Em junho de 2021, o museu lançou uma exposição virtual intitulada "Memórias de Arminda" sobre a vida de Arminda Neves, que incluía uma versão adaptada do Google Street View.

## Coleções
O museu possui um acervo de objetos e documentos sobre a vida e obra de Heitor Villa-Lobos; uma coleção de instrumentos musicais, livros e partituras; gravações e fitas; e uma coleção de bastões de regência.